# Krokodyl kubański
Krokodyl kubański (Crocodylus rhombifer) – gatunek gada z rodziny krokodylowatych (krokodyle właściwe).

## Charakterystyka

### Opis
Krótka, szeroka głowa i wysokie kostne zgrubienia za każdym okiem. Palce u nóg są krótkie, pozbawione błon wskazują na gatunek, spędzający więcej czasu na lądzie. Na grzbiecie występuje czarno-żółty nakrapiany wzór i z tego powodu niekiedy nazywane są krokodylami perłowymi. Posiada 66-68 zębów.

### Rozmiary
Długość do 3,5 m, lecz zdarzały się przypadki do 5 m.
Masa ciała 130 kg.

### Biotop
Słodkowodne bagna, jeziora oraz stawy.

### Pokarm
Ich szerokie płaskie zęby przystosowane są do zgniatania skorup żółwi. Oprócz tego ważną część ich diety stanowią ryby oraz małe ssaki.

### Behawior
Posiadają silne tylne nogi, dzięki którym są szczególnie zwinne na lądzie. Mogą się szybko poruszać, a nawet skakać. Na lądzie osiągają prędkość do 17 km na godzinę. Są uważane za najagresywniejsze spośród krokodyli.

### Rozmnażanie
Sezon godowy zaczyna się w maju. Samice budują gniazda w kształcie kopców do których składają ok. 30 – 40 jaj, maksymalnie zaobserwowano 60 jaj. Jaja mają wielkość około 5-7,5 cm i ważą około 100 g. W gnieździe musi panować temperatura od 30 °C do 32 °C.

### Występowanie
Obecnie występuje jedynie w 2 obszarach na Kubie. Bagno Zapata na północnym zachodzie i na bagnach wyspy Isla de Juventud. Populacja w bagnie Zapata jest szacowana pomiędzy 3000 a 5000 osobników.
Skamieniałości przedstawicieli tego gatunku odkryto na Kubie, w Dominikanie, na Bahamach i na Kajmanach.

## Polowanie
Jest ceniony za swoją skórę wykorzystaną na buty lub torebki. Jest również wykorzystywany na mięso, które traktowane jest jako rarytas. 